# Константин Станчу
Константин Александру Станчу (рум. Constantin Aleksandru Stanciu, 23 квітня 1911, Джурджу, Румунія — дата смерті невідома) — румунський футболіст, що грав на позиції нападника, зокрема, за клуби «Венус» та «Жувентус», а також національну збірну Румунії.
Триразовий чемпіон Румунії. 

## Клубна кар'єра
У футболі дебютував 1923 року виступами за команду «Венус», в якій провів дванадцять сезонів. За цей час тричі виборював титул чемпіона Румунії.
Протягом 1926—1927 років захищав кольори команди клубу «Фулджерул» з Кишиніва.
Своєю грою за останню команду привернув увагу представників тренерського штабу клубу «Жувентус», до складу якого приєднався 1935 року. Відіграв за команду з Плоєшті наступні чотири сезони своєї ігрової кар'єри.
Завершив професійну ігрову кар'єру у клубі «Металоспорт».

## Виступи за збірну
У 1929 році дебютував у національної збірної Румунії. Грав за Румунію в матчах Балканського кубка. Через рік взяв участь у першому чемпіонаті світу, що проходив в Уругваї, де відзначився в матчі проти збірної Перу. Після завершення чемпіонату Станчу зіграв ще в декількох матчах, після чого завершив кар'єру в збірній.

### Матчі в складі збірної
Балканський Кубок 1929-1931 (чемпіони)
1. (2) 6 жовтня 1929. Бухарест. Румунія 2:1 Югославія
2. (4) 25 травня 1930. Бухарест. Румунія 8:1 Греція
3. (6) 10 травня 1931. Бухарест. Румунія 5:2 Болгарія (гол)

ЧС-1930
1. (5) 14 липня 1930. Монтевідео. Перу 1:3 Румунія (гол)

Кубок Центральної Європи для аматорів 1931-1934
1. (7) 20 вересня 1931. Орадя. Румунія 4:1 Чехословаччина (гол)
2. (8) 4 жовтня 1931. Будапешт. Угорщина 4:0 Румунія

Товариські матчі
1. (1) 15 вересня 1929. Софія. Болгарія 2:3 Румунія  (вийшов на 65 хв.)
2. (3) 4 травня 1930. Белград. Югославія 2:1 Румунія

## Титули і досягнення
- Чемпіон Румунії (3):

«Венус»: 1928-1929, 1931-1932, 1933-1934
- Переможець Балканського Кубка: 1929-31